# Dorosyní
Dorosyní (ucraniano: Доросині́; polaco: Dorosinie) es un municipio rural y pueblo de Ucrania perteneciente al raión de Lutsk de la óblast de Volinia.
En 2019 el municipio tenía una población de 3457 habitantes, de los que unos dos mil vivían en la capital municipal y el resto repartidos en doce pedanías. El municipio fue fundado en 2019 mediante la fusión de los consejos rurales de Dorosyní, Béresk, Vichyní, Vorónychi y Nemyr, a los que se añadieron en 2020 los de Yasenivka y Shchuryn. Además de estos siete pueblos, pertenecen al municipio otros seis: Kyyazh, Stúdyni, Raimisto, Vitónizh, Kvitneve y Trysten.
Se ubica sobre la carretera T0309, unos 20 km al oeste de Rózhyshche.

## Historia
Se conoce la existencia del pueblo en documentos desde 1447. Fue un pueblo muy activo en la Revolución rusa de 1905, cuando los campesinos locales quemaron las propiedades del señor Pidhirski, el terrateniente local; en venganza, Pidhirski ordenó quemar el pueblo, lo que llevó al asesinato del terrateniente en 1907. Antes de la fundación del actual municipio en 2019, Dorosyní era sede de un consejo rural en el raión de Rózhyshche, que únicamente incluía como pedanía a Kyyazh.